# Pierre Poggioli
Pierre Poggioli (Carbuccia? Ajaccio?, 6 de febrer del 1950) és el cap de l'Accolta Naziunale Corsa. Fou membre de l'Assemblea de Còrsega de 1984 a 1998. Ha escrit nombrosos llibres documentaris sobre la història del moviment nacionalista cors.

## Obres
- Journal de bord d'un nationaliste corse, Éditions de l'Aube, 1996
- Corse : chroniques d'une île déchirée (1996-1999) , L'Harmattan, 1999
- De l'affaire Bonnet à matignon - DCL éditions- juny 2001
- Le nationalisme en question(s)  - DCL éditions- juliol 2003
- Derrière les cagoules (corse :FLNC des années 80)  DCL éditions -agost 2004
- FLNC, années 70 - DCL éditions - agost 2006
- L'histoire du syndicat des travailleurs corses, STC, DCL éditions, març 2008
- L'histoire du nationalisme corse, Editions Anima Corsa, març 2009
- L'histoire du FLNC, Editions Anima Corsa, març 2009
- Une histoire de l'IRA : Armée Républicaine Irlandaise, Fiara éditions, juin 2012
- Une histoire de l'ETA : L'organisation armée basque, Fiara éditions, juin 2012
- IRA-ETA-FLNC : Trois mouvements armés en Europe, Fiara éditions, nov 2012
- Corse : Entre Néo-clanisme et Mafia, Fiara éditions, juin 2013. Prix du livre insulaire 2014[2]